# Jan Jansz Treck
Jan Jansz Treck (anche Treeck) (Amsterdam, 1606 – 1652) è stato un pittore olandese.

## Biografia

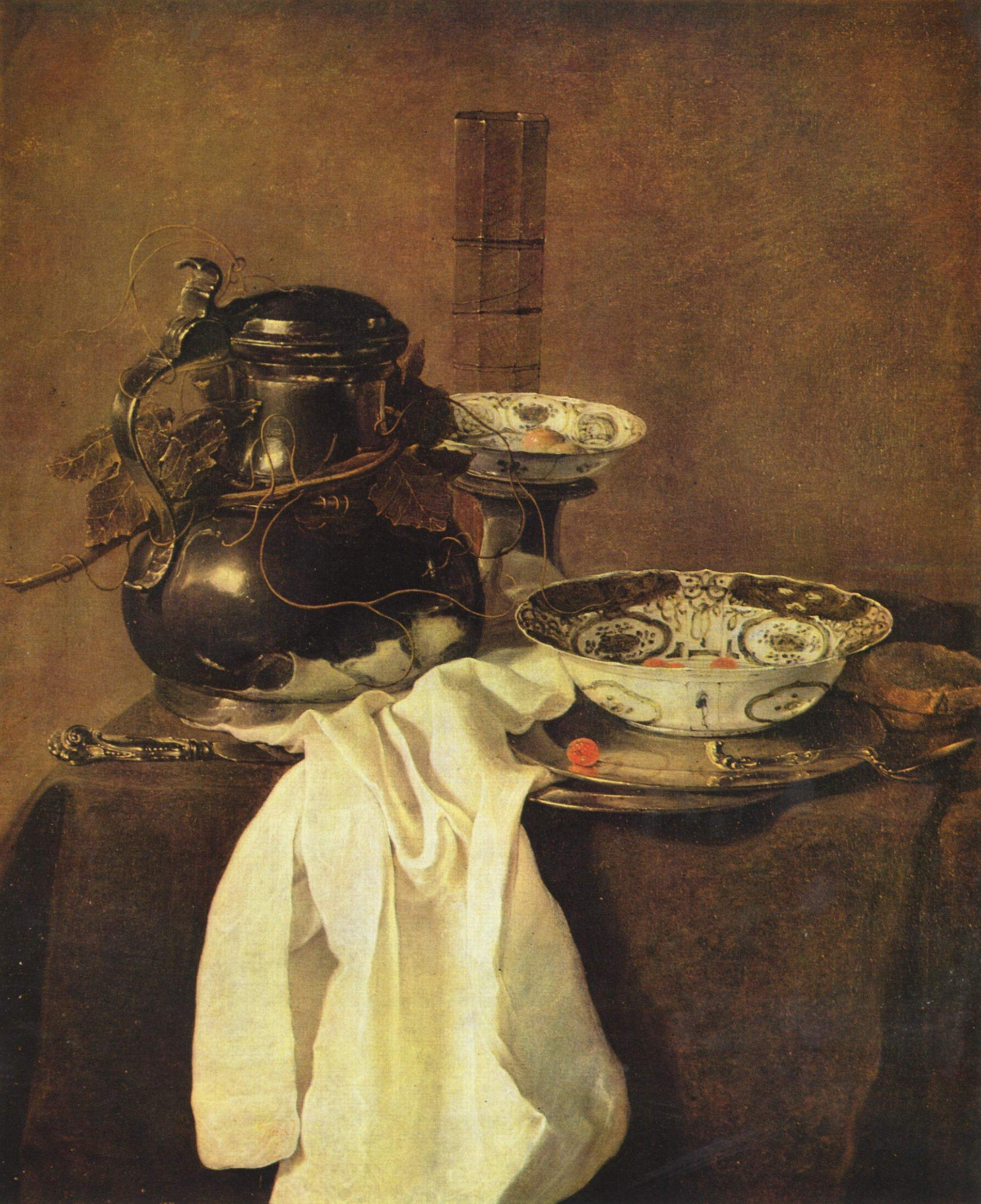
Natura morta con un flacone di peltro e due ciotole Ming, National Gallery, 1649

Cognato di Juan Jansz Uyl il Vecchio, fu attivo ad Amsterdam come pittore di nature morte. Se ne conoscono poche opere: una Natura morta del Rijksmuseum di Amsterdam del 1647 e la Natura morta con un flacone di peltro e due ciotole Ming della National Gallery del 1649, che per l'aspetto accurato e preciso della tecnica si collocano nella tradizione di Haarlem, propria di Willem Claesz Heda e  di Pieter Claesz.